# Ygritte
Ygritte é uma personagem fictícia da série de livros de fantasia épica A Song of Ice and Fire, do escritor norte-americano George R. R. Martin, e de sua adaptação televisiva Game of Thrones. Ela aparece em dois livros da série,  A Clash of Kings (1998) e A Storm of Swords (2000). Ela é uma Selvagem das terras Além da Muralha no Norte do continente de Westeros. Seu povo é chamado de Selvagem pelos demais habitantes do continente porque vive fora do controle feudal dos Sete Reinos existente ao sul da Muralha. Eles chamam a si mesmos de Povo Livre. Na série de tv ela é interpretada pela atriz escocesa Rose Leslie.

## Perfil
Ygritte é uma guerreira selvagem de cabelos vermelhos, feroz e obstinada. Na cultura selvagem, ela é conhecida como uma "dama da lança": uma mulher que também é uma guerreira. Tem 19 anos e é baixa mas musculosa, com a face redonda e o nariz achatado. Por causa da característica cor dos cabelos, os Selvagens a consideram como "beijada pelo fogo". Integrante do exército de Mance Rayder, ela tem um caso de amor com Jon Snow. Personagem secundária na saga, suas ações são descritas por outros personagens, como Jon e Tormund Giantsbane.

## Biografia

### Série literária

#### A Clash of Kings
Ygritte está em patrulha nas terras Além da Muralha com um grupo de Selvagens quando eles são emboscados por homens da Patrulha da Noite, entre eles Jon Snow. A maioria do grupo é morta e Ygritte feita prisioneira. Os dois conversam e Jon lhe diz que é um bastardo dos Stark e Ygritte lhe conta sobre a canção de  Bael, o Bardo, que diz que os Stark também tem sangue selvagem. Jon descumpre as ordens do comandante Qhorin Halfhands e se recusa a matá-la por ela ser mulher, mais tarde deixando-a fugir. Ela se reúne novamente aos Selvagens e quando Jon e Qhorin são capturados por seu grupo ela fala em defesa de Jon, que, seguindo as ordens do comandante antes de morrer pelas mãos do próprio Jon, finge ter mudado de lado.

#### A Storm of Swords
Mesmo desconfiado da lealdade de Jon, Mance Rayder o envia junto com Ygritte, Tormund Giantsbane e um grupo de Selvagens comandados por Styr, um Thenn do povo Selvagem, numa patrulha avançada para o ataque de surpresa a Castle Black, o castelo da Patrulha da Noite na Muralha, que eles pretendem cruzar para escapar da ameaça dos Caminhantes Brancos. Nesta expedição, Jon e Ygritte tem relações sexuais por iniciativa dela, que o fazem quebrar seus votos de castidade como patrulheiro, e iniciam uma relação romântica. Depois de escalarem a Muralha, Jon novamente muda de lado e tenta avisar os patrulheiros do ataque; durante uma tempestade, na confusão que se segue onde até o lobo-gigante de Bran Stark, "Summer", aparece em defesa da patrulha, Ygritte, enraivecida pela traição, o atinge com uma fechada no calcanhar. Na batalha em Castle Black os patrulheiros conseguem derrotar os Selvagens e Ygritte, encontrada ferida por Jon no meio de uma pilha de cadáveres de Selvagens, morre em seus braços. Seu corpo é enterrado por ele no campo coberto de neve além da Muralha. 

### Série de televisão

#### 2ª temporada (2012)
Ygritte é capturada pelos Patrulheiros da Noite num posto de vigia dos Selvagens e é a única sobrevivente de seu grupo após a luta.  Qhorin Halfhand, o líder dos patrulheiros, ordena a Jon Snow que a mate mas ele não consegue cumprir a ordem e Ygritte escapa. Jon a recaptura e os dois dormem abraçados na neve para se aquecer, sem fazer uma fogueira que poderia atrair a atenção dos que os procuram. Quando os dois estão agarrados na neve, Ygritte tenta seduzi-lo sendo refugada por Jon. No dia seguinte, ela escapa novamente de Jon, que acaba caindo numa emboscada dos Selvagens. O Senhor dos Ossos manda Ygritte executá-lo, o que ela recusa dizendo que é importante para Mance Rayder, o líder dos Selvagens, ouvi-lo, ele sendo um Stark. Qhorin também foi capturado pelos Selvagens e, seguindo um plano entre os dois para que Jon conquiste a confiança dos Selvagens para espioná-lo, Jon o mata na frente dos inimigos e diz que mudou de lado. Ygritte e seus companheiros ficam assombrados e o admitem entre os seus.

#### 3ª temporada (2013)
Jon é levado ao acampamento do inimigo, onde Ygritte o protege das provocações e pedradas das crianças, e à presença de Mance Rayder, que desconfia de suas intenções. Mesmo assim, ele é incluído com Ygritte e Tormund Giantsbane no grupo de assalto que deverá escalar a Muralha para atacar de surpresa por trás os Patrulheiros da Noite. No caminho, depois de presenciarem os restos de um massacre no Punho dos Primeiros Homens entre os Patrulheiros e o exército de mortos-vivos, Ygritte rouba a espada de Jon e o faz persegui-la até uma gruta próxima, onde ela se despe, o provoca, e eles fazem sexo. Ygritte então brinca com ele por Jon ter perdido a virgindade, quebrando seus votos de castidade como Patrulheiro da Noite da Muralha. Os dois se banham e se beijam no pequeno lago natural de água quente da gruta. Mais tarde eles escalam a Muralha e se escondem esperando o sinal de Rayder para o início do ataque dos Selvagens a Castle Black. Jon escapa após se negar a matar um velho sobrevivente de um ataque numa fazenda no caminho e Ygritte o persegue; enraivecida com a traição, lhe dispara flechas e uma delas atinge seu calcanhar, mas Jon escapa assim mesmo para avisar aos companheiros do ataque Selvagem, deixando-a aos prantos pela traição dele e sem conseguir matar o homem que ama.

#### 4ª temporada (2014)
Esperando o sinal de Mance ao sul da Muralha, Ygritte e Tormund descansam. Apesar de querer vingança pela traição de Jon, ela ainda o ama, o que Tormund percebe. Ela insiste com ele que as três flechas que disparou atingiram Jon mas Tormund comenta que ele ainda pode estar vivo e observa que, dada a habilidade de Ygritte com o arco e flecha, se ele ainda estiver vivo é porque ela não quis matá-lo. Depois ela o e o grupo de Selvagens atacam uma pequena vila e matam quase todos os habitantes; um menino de quem ela matou o pai com uma flechada é liberado para correr até Castle Black e avisar a guarda do iminente ataque dos Selvagens, num plano deles para fazer a guarnição abandonar a Muralha e vir defender as vilas ao redor. No caminho para a Muralha, eles atacam a pequena vila de Mole's Town, onde ela mata uma prostituta que tentou emboscá-la num bordel e descobre Gilly e seu bebê escondidos, mas poupa suas vidas mandando-a ficar em silêncio para não ser descobertos por outros selvagens menos piedosos.
Quando chegam ao exterior de Castle Black, Ygritte tem uma discussão com Styr, o líder dos carecas canibais Thenn, um dos grupos que compõem o povo dos Selvagens, sobre seus sentimentos sobre Jon e planeja matá-lo ela mesma para restabelecer sua reputação manchada entre seu povo. Durante o ataque, Ygritte mata diversos patrulheiros e consegue encurralar Jon num canto da castelo. Vendo-o e falando com ele, ela hesita um instante em matá-lo e é atingida por uma flechada disparada em suas costas pelo menino Olly, um dos jovens patrulheiros do castelo. Jon a toma nos braços caída no chão e ela com voz fraca pergunta se ele se lembra da gruta onde se amaram e onde ela disse que queria que eles vivessem em paz para sempre, sem ter que enfrentar mais as guerras e mortes fora dela. Ygritte diz que eles nunca deveriam ter saído de lá. Jon responde que eles ainda voltarão juntos para a gruta um dia, mas Ygritte responde "Você não sabe de nada, Jon Snow" e morre em seus braços. Depois, a pedido de Tormund, agora um prisioneiro dos Patrulheiros que os derrotaram, e que diz a Jon que Ygritte o amava muito, ele queima o corpo dela numa floresta perto de Castle Black seguindo o ritual dos Selvagens; enquanto a pira arde ele tem lágrimas nos olhos.

## Crítica
Ygritte é uma das personagens favoritas do público e da crítica, denotando carisma e força feminina. 
Yvette Caster, do Metro da Inglaterra a considera a personagem mais durona de toda a série:"ela é corajosa, confiante, honesta, direta, não é alguém com quem se brinque em sentimentos de lealdade e amor, e luta por uma república livre". Courtney Sender, do Yahoo News, chega a dizer que a personagem é "criminosamente subvalorizada pela trama" e que "ela incorpora a base temática de toda a série, dando mais valor ao amor que a poder, autopreservação, vingança, honra ou medo".  A heroína "Aloy", protagonista do jogo eletrônico Horizon Zero Dawn, foi inspirada nela. A atriz escocesa Rose Leslie, que vive Ygritte na televisão, tem a mais resumida e contundente opinião sobre a personagem: "ela é um animal muito diferente". 